# Фи-феномен

Иллюстрация фи-феномена: цветные круги появляются на 10, 80 и 200 мс

Фи-феномен — ощущение движения, возникающее при последовательном включении стационарных источников света, а также сама форма этого движения.
Фи-феномен был открыт Максом Вертгеймером в 1910 году и описан в статье «Экспериментальные исследования восприятия движения» 1912 года. Вместе с ассистентами Вольфгангом Кёлером и Куртом Коффкой он обнаружил, что два источника света, загорающиеся с разным интервалом, воспринимаются человеком по-разному:
- при достаточно малом интервале (менее 60 мс) между включениями источники воспринимаются как горящие одновременно;
- при большом интервале (более 200 мс) источники воспринимаются как загорающиеся последовательно;
- при интервале от 60 до 200 мс включение источников воспринимается как непрерывное перемещение света.

Характерной особенностью фи-феномена является то, что ощущение движения не зависит ни от цвета, ни от размера, ни от пространственной локализации источников света.
Это явление противоречило господствовавшей в то время в психологии теории Вундта, по которой любое сознательное переживание представляло собой совокупность элементарных составляющих, на которые кажущееся движение разбить было нельзя.
Считается, что с публикации статьи о фи-феномене началась гештальтпсихология.